# Tegillarca

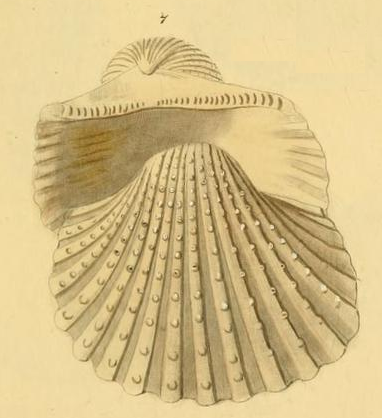
Tegillarca granosa (Linnaeus, 1758) aus Kobelt, 1891: Taf. 3, Fig. 7

Tegillarca ist eine Muschel-Gattung aus der Familie der Archenmuscheln (Arcidae).

## Merkmale
Die gleichklappige, sehr bauchige Gehäuse werden bis etwa 10 cm groß. Sie sind fast gleichseitig, die großen, nach vorne eingerollten Wirbel sitzen nur wenig vor der Mittellinie. Sie sind eiförmig im Umriss und nur wenig länger als hoch. Der Dorsalrand ist gerade. Vorderes und hinteres Ende des Dorsalrandes sind gewinkelt. Der Hinterrand ist abgestutzt, der Vorderrand schwach gewölbt. Der Ventralrand ist im zentralen Bereich fast gerade. Das Ligament ist schmal und rhomboidal mit drei bis fünf dunklen, winkligen Markierungen. Es liegt im Wesentlichen hinter den Wirbeln. Die Bezahnung besteht aus senkrecht zur Schlossplatte stehenden Zähnchen. Sie werden zum vorderen und hinteren Rand hin etwas länger. Der hintere Schließmuskel ist meist etwas größer als der vordere Schließmuskel.
Die weißliche Schale ist sehr dick und fest. Die Ornamentierung besteht aus radialen Rippen in regelmäßigen Abständen, die im Querschnitt flach-rechteckig sind bzw. in rechteckige Knoten aufgelöst sind. Der innere Rand des Gehäuses ist entsprechend der äußeren Rippen gekerbt. Die Innenseite der Schale ist weiß.

## Geographische Verbreitung und Lebensraum
Die Arten der Gattung Tegillarca kommen in den tropischen und subtropischen Gewässern des Indopazifiks vor.
Sie leben meist auf schlammigen bis sandige Böden des Gezeitenbereichs und des flachen Wassers unterhalb des Gezeitenbereichs vor.

## Taxonomie
Das Taxon wurde 1939 von Tom Iredale aufgestellt. Typusart ist Tegillarca (granosa) bessalis Iredale, 1939 (unklarer Rang: Art oder Unterart?), ein jüngeres Synonym von Tegillarca granosa (Linnaeus, 1758). Der Treatise on Invertebrate Paleontology betrachtete Tegillarca Iredale, 1939 als ein jüngeres Synonym von Anadara Gray, 1847.
- Gattung Tegillarca Iredale, 1939
  - Tegillarca addita (Iredale, 1939)
  - Tegillarca aequilatera (Dunker, 1868)
  - Tegillarca bicors (Jonas in Philipp, 1845)
  - Tegillarca disessa (Iredale, 1939)
  - Rotfleischige Archenmuschel[4] (auch Genarbte Archenmuschel[5]) (Tegillarca granosa (Linnaeus, 1758))
  - Tegillarca nodifera (Martens, 1860)
  - Tegillarca rhombea (Born, 1778)
  - Tegillarca zanzibarensis (Nyst, 1848)

Molekularbiologische Untersuchungen zeigen, dass die untersuchten zwei Tegillarca-Arten ein kleines Monophylum bilden. Dieses ist jedoch mitten in der Gattung Anadara Gray, 1847 platziert. Die Resultate lassen nur zwei Schlüsse zu: entweder muss Tegillarca mit Anadara vereinigt werden, oder die Gattung Anadara im bisherigen Umfang ist polyphyletisch.